# Altaarkast
De altaarkast is een religieus voorwerp dat gebruikt wordt bij voorouderverering, Chinese volksreligie en shintoïsme. De altaarkast heeft ongeveer de vorm van een boekenkast en is meestal rijkelijk versierd met motieven van bloemen en Chinese mythische dieren. Op de een na bovenste plank staat het voorouderaltaar. Daarop staan vooroudertabletten op een rij. De altaarkasten zijn nodig omdat er in kleine huizen en flats niet genoeg plaats is om een hele kamer als citang in te wijden. De altaarkast wordt door middel van feng shui in een goede hoek van de woonkamer geplaatst. Altaarkasten zijn niet alleen voor de voorouders van een familie, sommigen hebben een aparte altaarkast voor een bepaalde Chinese god of godin.
Ook komt het voor dat de altaarkast in drie etages altaren is verdeeld. Op de bovenste etage staan dan religieuze beelden of shenzhupai van de Chinese goden, boeddha's of bodhisattva's. Op de middelste etage staan foto's (meestal zwart-wit gekleurd) of vooroudertabletten van overleden familieleden. De onderste etage wordt gebruikt voor het offeren aan de aardegod, Tudigong, de god die het huis beschermt tegen kwade invloeden en de familie welvaart schenkt. Tudigong wordt meestal weergegeven door een shenzhupai en niet een door beeld. Voorbeelden van altaarkasten met drie etages zijn hier te vinden.
Naast deze soorten altaarkasten, heb je ook een nog kleinere variant. Deze heeft ongeveer de grootte van een nachtkastje of nog kleiner, het formaat van een schoenendoos. Deze worden meestal aan de muur gehangen of worden boven een gewone kast gezet. Ook kan men ze aan de muur bevestigen door ze op een wandplank de zetten. Kleinere varianten worden meestal gewijd aan één of meer voorouders, of aan een bepaalde (groep) god(en). De volgende link geeft een Guandialtaar weer. (zie: Mini-altaar van een Chinese migrant in Amsterdam)